# Бармашур
Бармашу́р — деревня в Ярском районе Удмуртии, административный центр Бармашурского сельского поселения.

## Население
| 2010 | 2012 |
| ---- | ---- |
| 500  | ↘484 |

## Улицы
| - ул. Заречная, - ул. им. С. П. Барышникова, - ул. Кирова, \| valign="top" \| - ул. Молодёжная, - ул. Советская, - ул. Чепецкая. |

## Инфраструктура
В деревне работают фельдшерско-акушерский пункт, клуб, библиотека.

## Известные уроженцы
- Барышников, Степан Павлович (1894—1943) — советский государственный и партийный деятель[5].